# Giovanni Battista Benedetti (matematico)

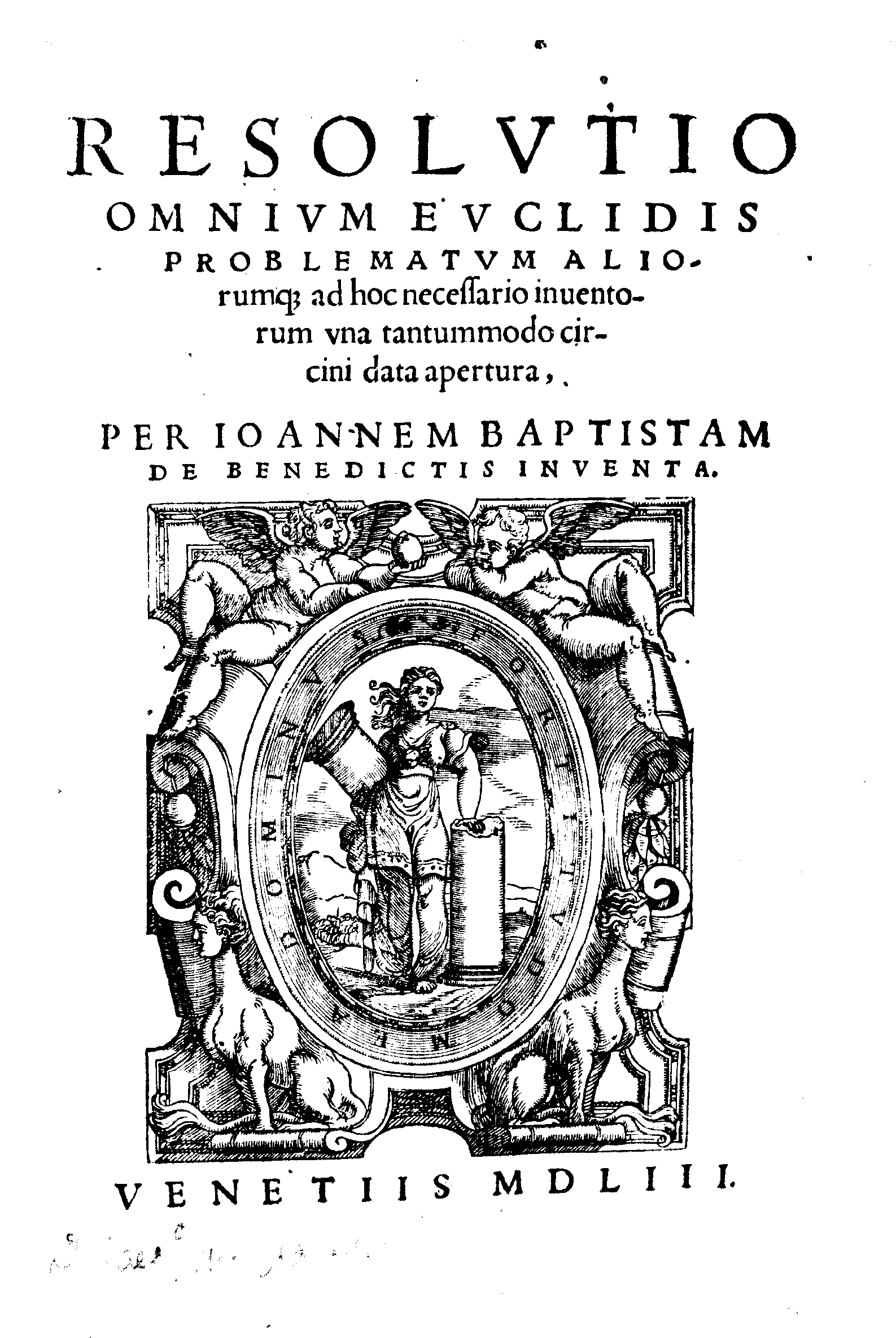
Resolutio omnium Euclidis problematum, 1553

Giambattista (Gianbattista) Benedetti (Venezia, 14 agosto 1530 – Torino, 20 gennaio 1590) è stato un matematico italiano.

## Biografia

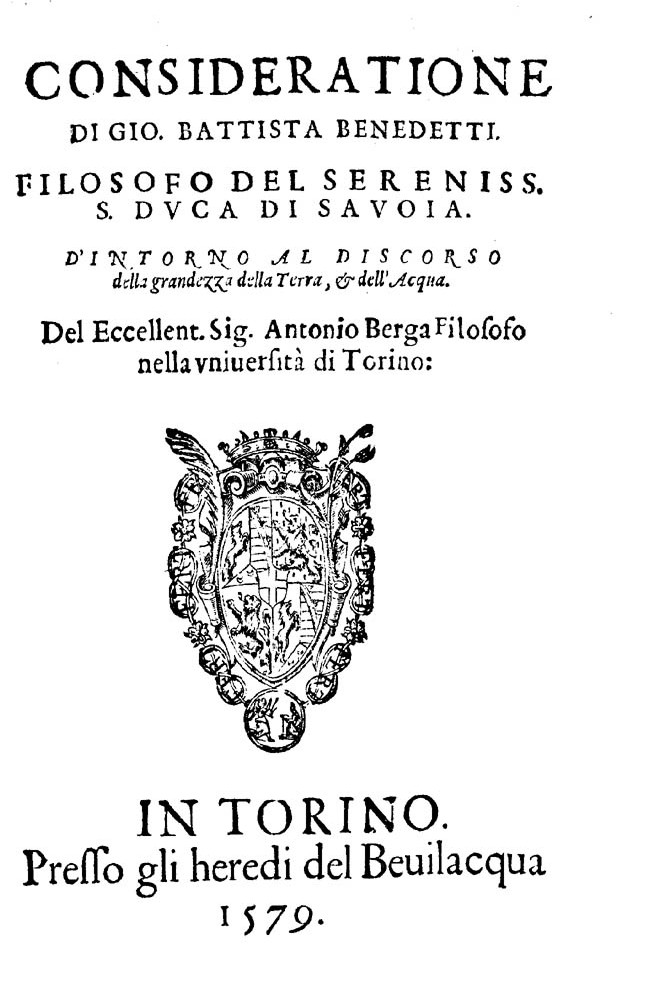
Consideratione d'intorno al discorso della grandezza della terra, e dell'acqua, 1579

Le sue opere più importanti sono il De gnomonum umbrarumque solarium usu (1574) e il Diversarum speculationum liber (1585), entrambe dedicate al duca di Savoia di cui fu matematico di corte.
Fu un copernicano ed affermò nel 1553 che nel vuoto, corpi di massa diversa cadono nello stesso lasso di tempo.
In una lettera a Cipriano de Rore, datata attorno al 1563, Benedetti propose una nuova teoria riguardo alla causa della consonanza, ripresa da Isaac Beeckman e Marin Mersenne.
Precorritore di Galileo Galilei dal lato della dinamica, nello stesso verso si può considerare anche precursore della geometria analitica.
Prende il suo nome il liceo scientifico di Venezia, fondato nel 1923.

## Opere
- (LA) Resolutio omnium Euclidis problematum aliorumque, Venetiis, [Bartolomeo Cesano], 1553. Vi espone la risoluzione di problemi di geometria con un compasso ad apertura fissa.[1]
- Consideratione d'intorno al discorso della grandezza della terra, e dell'acqua, In Torino, presso gli heredi del Beuilacqua, 1579.
- (LA) De gnomonum umbrarumque solarium usu, Augustae Taurinorum, apud haeredes Nicolai Beuilaquae, 1574.
- (LA) Demonstratio proportionum, Venezia, Istituto veneto di scienze lettere ed arti, 1985.
- (LA) Diversarum speculationum mathematicarum et physicarum liber, Taurini, apud haeredem Nicolai Beuilaquae, 1585. È considerata la sua opera principale, in cui analizzò concetti relativi a forze e movimenti.

## Bibliografia

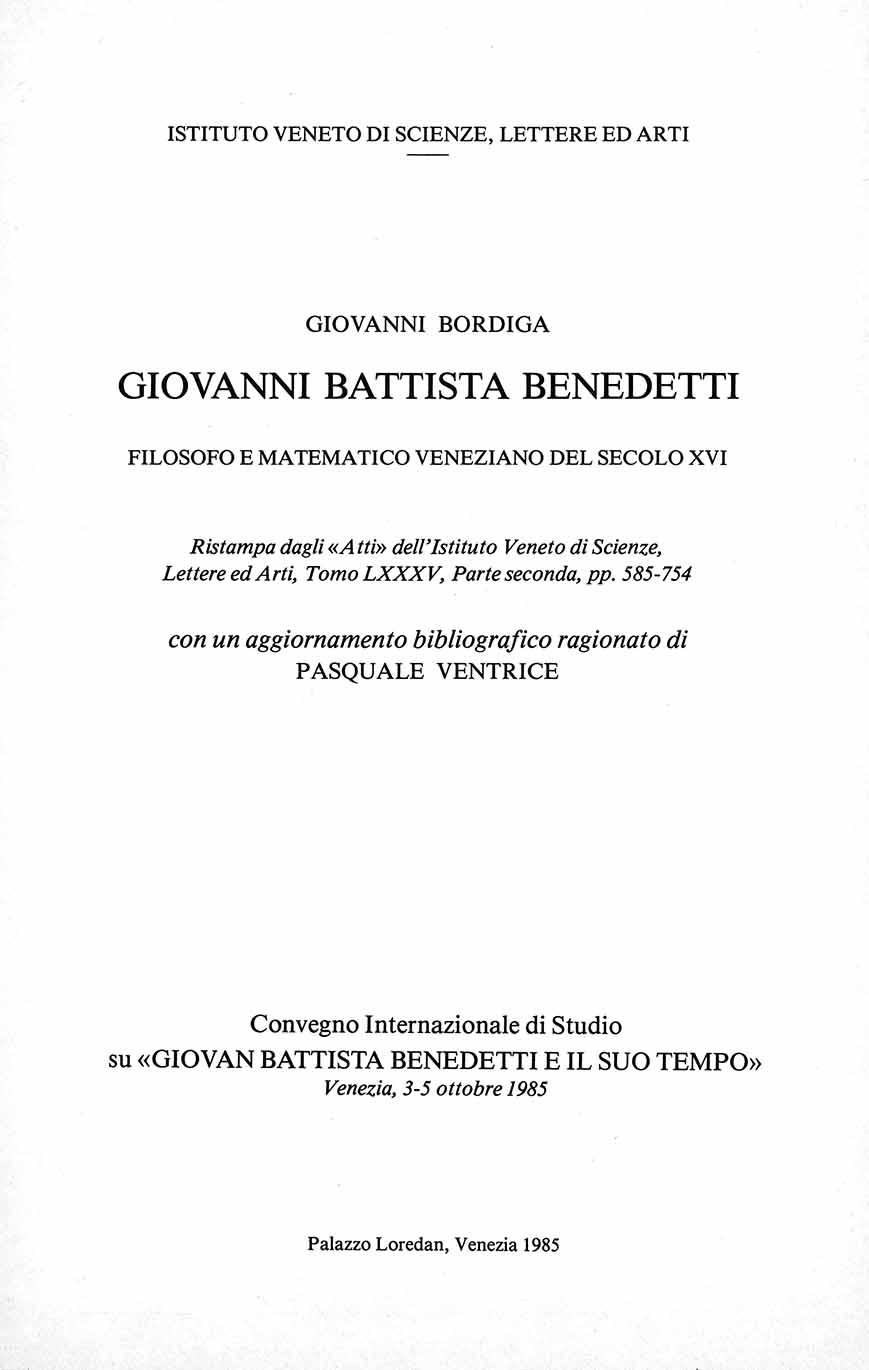
Giovanni Battista Benedetti: filosofo e matematico veneziano del secolo XVI